# برنیا باخا
برنیا باخا (به اسپانیایی: Breña Baja) یک شهرستان در اسپانیا با جمعیت ۵٬۱۱۵ نفر است که در جزایر قناری واقع شده‌است.